# Neorautanenia mitis
Neorautanenia mitis är en ärtväxtart som först beskrevs av Achille Richard, och fick sitt nu gällande namn av Bernard Verdcourt. Neorautanenia mitis ingår i släktet Neorautanenia och familjen ärtväxter. Inga underarter finns listade i Catalogue of Life.